# Азиатский стрелозубый палтус
Азиатский стрелозубый палтус (лат. Atheresthes evermanni) — рыба семейства камбаловых.

## Описание
Азиатский стрелозубый палтус обычно имеет длину 45—70 см и весит от 1,5 до 3 кг. Максимальная длина тела 100 см, масса — 8,5 кг, максимальная продолжительность жизни 33 года.
Удлинённое тело покрыто ктеноидной чешуёй на глазной стороне и циклоидной — на слепой. Боковая линия на обеих сторонах тела сплошная, почти прямая, с 75—109 чешуйками. Длинный спинной плавник с 97—117 мягкими ветвистыми лучами тянется от головы почти до слабовыемчатого хвостового плавника. Анальный плавник длинный с 73—95 мягкими лучами. На обоих челюстях имеется по два ряда стреловидных зубов. На каждой стороне тела по две ноздри. Отличительными видовыми признаками по сравнению со сходным по форме тела американским стреловидным палтусом являются следующие: расположение верхнего глаза, который не заходит на верхний край головы; передняя ноздря на слепой стороне с длинным клапаном. 
Глазная сторона тела серовато-коричневая, слепая сторона несколько светлее.

## Ареал
Распространён только в северной части Тихого океана. Встречается от восточного побережья Японии (острова Хонсю и Хоккайдо) на юге, в Японском и Охотском (кроме северо-западной части) морях, вдоль западного и восточного побережий Камчатки до мыса Наварина и Анадырского залива и далее на восток в Беринговом море до Алеутских островов и залива Аляска (до пролива Шелихова)
.

## Биология
Стайная морская придонная рыба. Обитает над каменистыми, илистыми и песчаными грунтами на глубине от 25 до 1200 м при температуре от минус 1,3 до плюс 12 °С. Не совершает протяжённых миграций. Выражены вертикальные миграции. В тёплое время года перемещается на малые глубины, а зимой — в более глубокие местообитания. Молодь и неполовозрелые особи обычно обитают на меньших глубинах, чем взрослые.

### Питание
Основу рациона составляет минтай. Питается также другими рыбами, креветками, кальмарами, осьминогами, эвфаузидами.
Хищниками по отношению к азиатскому стрелозубому палтусу являются сивучи и тюлени. Молодь и неполовозрелых особей потребляют тихоокеанская треска, сайда, минтай, некоторые виды камбаловых и другие крупные рыбы
. 

### Размножение
Половая зрелость наступает у самок на 7—10, у самцов на 7—9 году жизни. Нерестится в Беринговом море в ноябре—феврале, а в Охотском море — в августе—декабре. Икра пелагическая, вымётывается на глубине от 120 до 1200 м. Плодовитость 220—1385 тыс. икринок. Личинки крупные, тонкие, длинные, имеют шипы над глазами и на жаберной крышке, отсутствующие у личинок других палтусов .